# Jöns Jacob Berzelius
"Berzelius" och "Jöns Berzelius" omdirigerar hit. För andra betydelser, se Berzelius (olika betydelser) respektive Jöns Berzelius (kyrkoherde).
Jöns Jacob Berzelius, av sig själv och sin samtid kallad Jacob Berzelius, född 20 augusti 1779 i Väversunda sörgård i Väversunda sydväst om Vadstena, död 7 augusti 1848 i Stockholm, var en svensk friherre, kemist och naturforskare, som har fått epitetet "Den svenska kemins fader". Han upptäckte grundämnena cerium, selen, kisel och torium, samt har fått två mineraler uppkallade efter sig: Berzelianit och Berzeliit. Ses även som initiativtagare till kemiska systemet där förkortningar och delar av ämnen används exempelvis H2O för vatten.

## Biografi

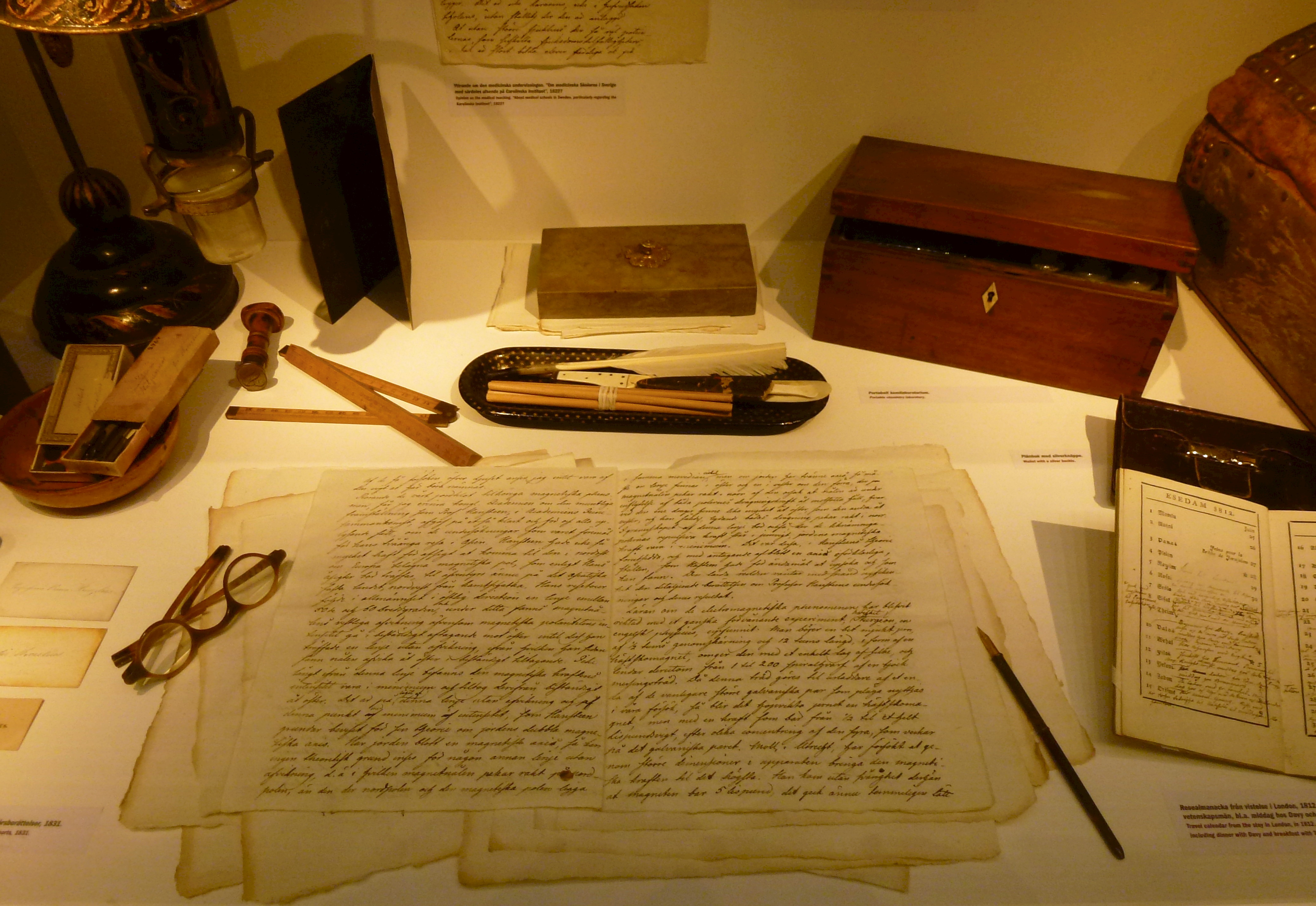
Berzelius skrivbord utställt på Stockholms gamla observatorium.

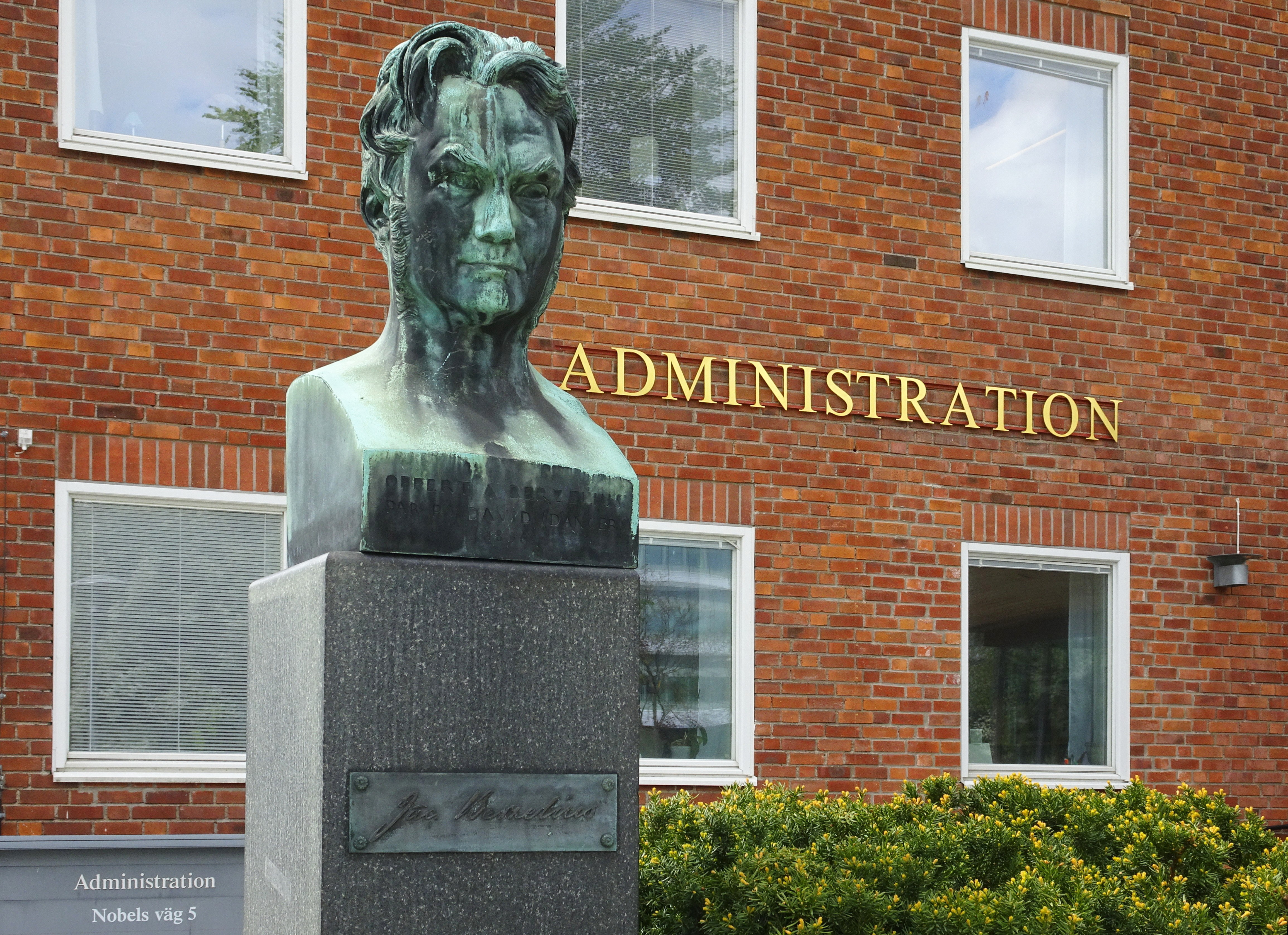
Byst framför Karolinska Institutets administrationsbyggnad.

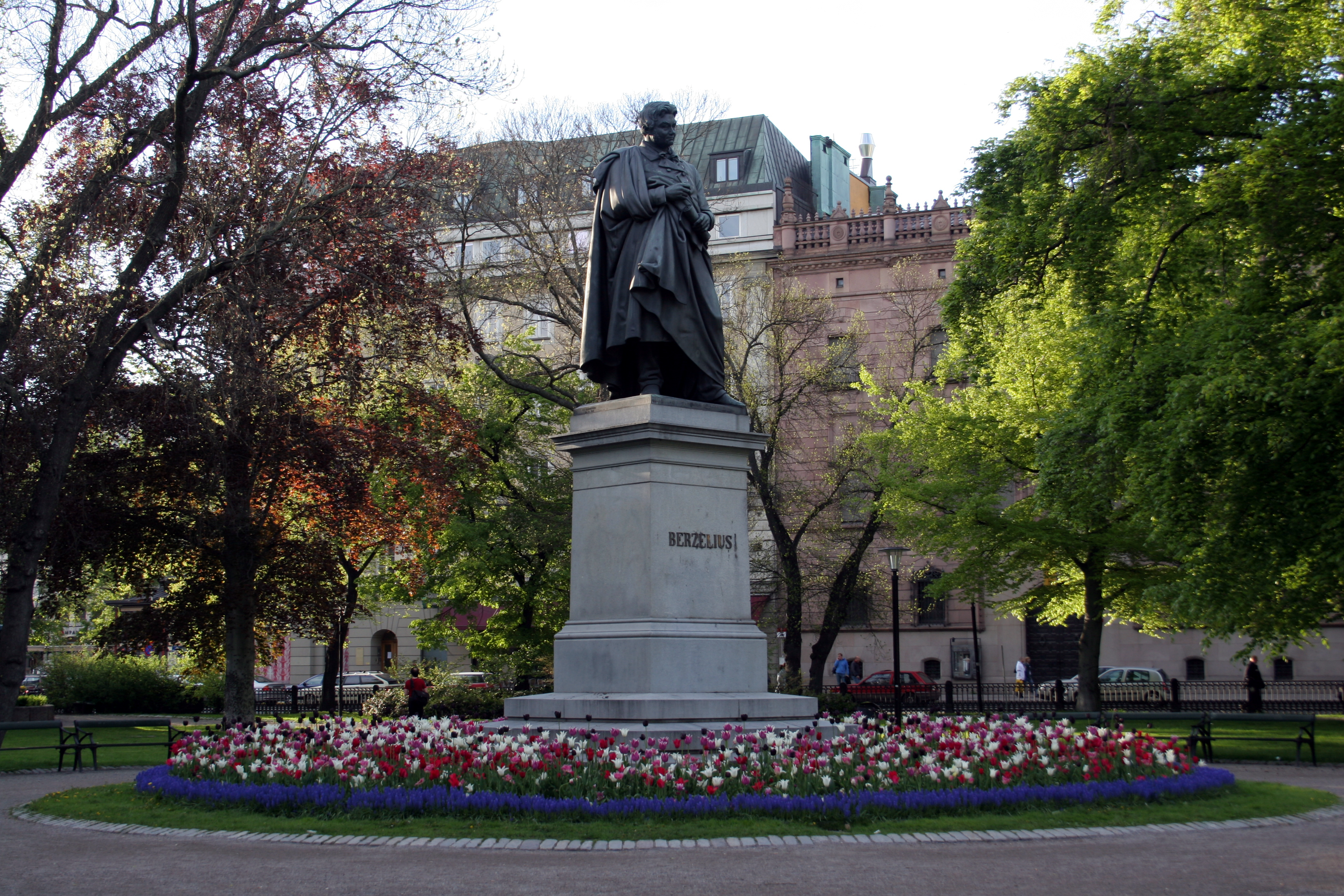
Statyn i Berzelii park i Stockholm.

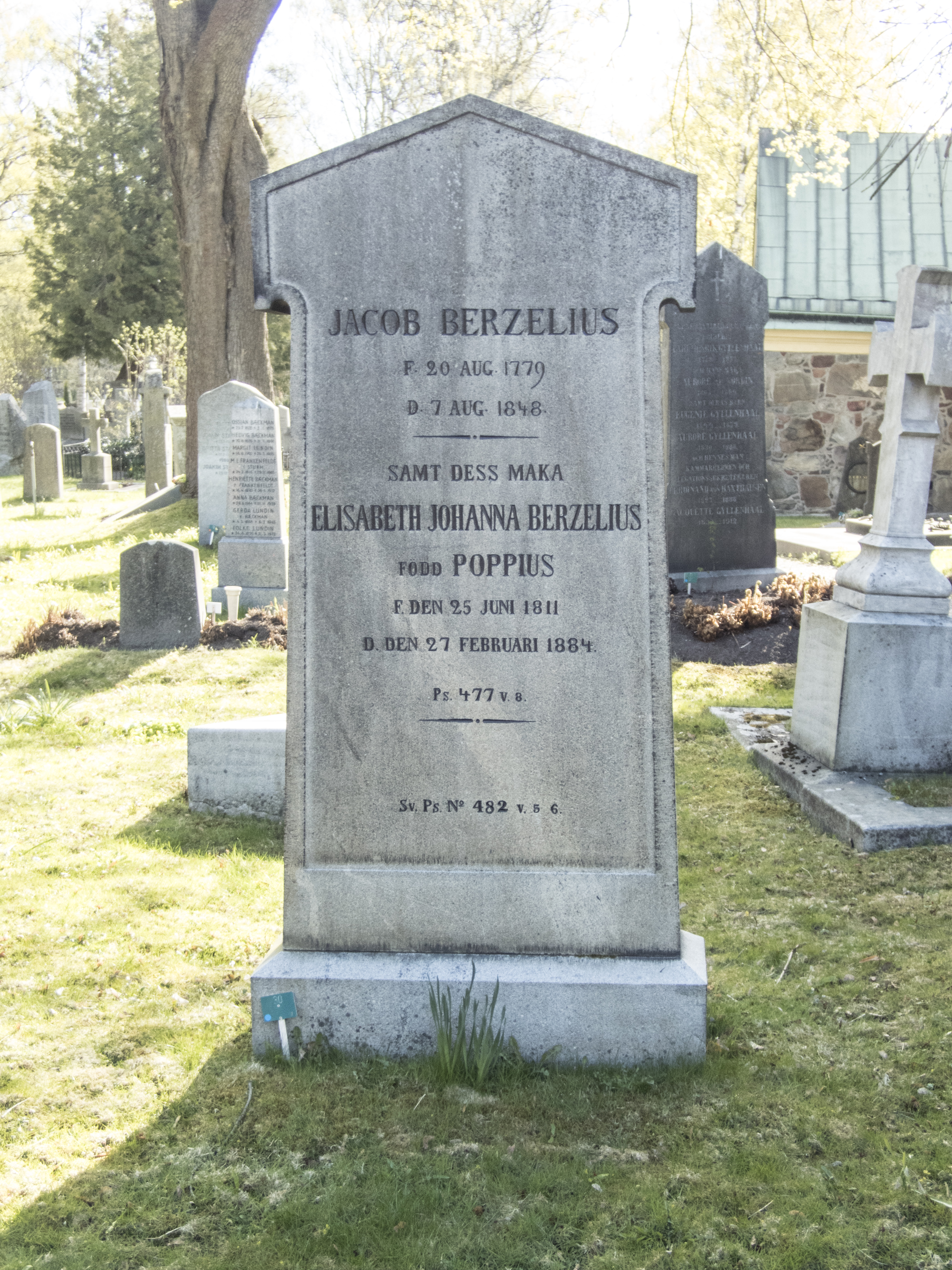
Jacob Berzelius gravvård på Solna kyrkogård.

### Tidiga år
Jacob Berzelius var son till Samuel Berzelius (1744–1783), kollega (lärare) vid Linköpings gymnasium, och Elisabet Dorotea Berzelius, född Sjösteen (1747–1787). Släktnamnet kommer av hemmanet Bergsätters gård i närheten av Motala, ursprungligen skrevs namnet Bergselius. Berzelius gifte sig 1835 i Stockholm med Elisabet Johanna (Betty) Poppius (1811–1884), dotter till statsrådet Gabriel Poppius.
Jacobs far avled redan 1783, och 1785 gifte modern om sig med kyrkoherde Anders Ekmarck. År 1787 avled även modern, och styvfadern, som snart gifte om sig, fick en stor barnaskara att ta hand om, vilket ledde till att Jacob skickades till en morbror att uppfostras hos. Även denne hade en stor barnaskara. Jacob genomled från 1793 sina studier vid Katedralskolan i Linköping, ofta missförstådd med anledning av sitt stora intresse för naturstudier, och i hans avgångsbetyg betecknades han som ”en yngling av tvetydigt hopp”. För att kunna försörja sig var han tidvis tvungen att avbryta sina studier. Clas Fredrik Hornstedt var här hans lärare och kom att betyda mycket för hans naturvetenskapliga intresse. Han började 1796 vid Uppsala universitet, till en början i avsikt att bli präst, liksom hans förfäder i flera generationer. Han ansåg att hans kunskaper i naturvetenskap var onyttiga där och valde i stället att studera till läkare.

### Vetenskaplig karriär
Under sin studietid försörjde han sig till stor del genom att undervisa andra. Det var nu han började intressera sig för kemi. På Vadstena apotek, där han tillbringade en sommar, lärde han sig att blåsa glas och göra barometrar, termometrar och andra instrument. År 1800 tjänstgjorde han som fattigläkare vid Medevi brunn, där utförde studier av brunnsvattnet, som sedan framlades som magisteravhandling. Han utförde här de första experimenten med att använda elektriciteten som medicinsk behandlingsmetod.
År 1802 disputerade han samt blev adjunkt utan lön, och därefter professor i medicin och farmaci vid Kirurgiska skolan (sedermera Karolinska institutet) 1807–1832. Han blev ledamot av Kungliga Vetenskapsakademien 1808 och var dess ständige sekreterare från 1819 till sin död 1848. Den 10 november 1829 blev Berzelius hedersledamot av Kungliga Vitterhets Historie och Antikvitets Akademien. Han var ledamot av Svenska Akademien 1837 (stol nr 5). Berzelius adlades 1818 och blev friherre 1835, vilket anses vara kung Karl XIV Johans bröllopsgåva, och fick 1841 som nationalbelöning en årlig pension på 2 000 riksdaler banco. Han blev med tiden ledamot i 94 intellektuella sällskap. Exempelvis invaldes han 1813 som utländsk ledamot av Royal Society.
Att Berzelius inkomster inte stod i proportion till hans insatser var något som det anmärktes på. Presidenten Leijonhufvud skrev i sina minnesanteckningar för år 1842:
| ” | Fru Bishopp, en täck sångerska av 6:e ordningen kanhända – men ej synnerligen högre – med svällande barm och älskvärda manér efter fransyska skolan, förtjänade härstädes, såsom man tror, 10,000 riksdaler banko. Mademoiselle Taglioni dansade sig till nära nog dubbelt denna summa och blev dragen av svensk publik från operan till sin bostad uti en hyrkuskvagn, vars hästar lunkade lösa där bredvid. Vår stora Berzelius har ej råd att hålla ekipage, icke ens på månadsbeting hos Berggren. Han med sin sjukliga fru åka i en dålig trilla, bespänd med en gul, tarvlig bondklippare. Dock – han undervisar Europa i kemin och skapar en ny Linnéansk ryktbarhet åt Sverige för 2,000 riksdaler årligen. | „ |

### Upptäckter och bidrag till vetenskapen
Berzelius är en av de ryktbaraste svenska forskarna någonsin – bara Carl von Linné anses ha stått över honom – och hans arbeten blev grundläggande för kemins uppsving under 1800-talet. Hans värdefullaste verk är arbetet över de bestämda kemiska proportionerna, det vill säga införandet av atomteorin i kemin. Berzelius verkade för spridningen av John Daltons atomteori, vilken innebär att alla atomer har en för grundämnet karakteristisk massa. Berzelius mest kända bidrag är att ha givit grundämnena en- eller tvåbokstavsbeteckningar. Han lanserade också flera teorier angående olika ämnens atomuppbyggnad och upptäckte flera grundämnen: kisel, selen, cerium och torium. År 1818 gav han ut sin första atomvikttabell, med 45 av de då 49 kända grundämnena. Den förbättrade han därefter successivt, och 1826 gav han ut en ny atomvikttabell, som ytterst lite avviker från dagens.
Redan 1814 utarbetade han metodiken för den organiska elementaranalysen och lade även fram ett nytt mineralogiskt system samt sin berömda elektrokemiska teori, enligt vilken varje kemisk förening består av en positivt och en negativt laddad del. År 1835 presenterade han det viktiga begreppet katalys, det vill säga den förändring som inträffar i en reaktion genom närvaron av en främmande kropp.

### Privatliv
Berzelius gick så helt upp i vetenskapliga sysselsättningar att han inte gav sig tid att tänka på äktenskap. Hans ekonomiska ställning var också länge sådan att han inte kunde tänka på att försörja en familj. Ända till fyllda 40 år kom han aldrig upp till högre årsinkomst än 500 riksdaler. Men med tiden, när han fick det bättre ställt i ekonomiskt hänseende, började han också känna sig ensam och fundera på att se sig om efter en följeslagerska genom livet. "Mina anhöriga", skriver han i sina självbiografiska anteckningar, "hade ofta för längre tid tillbaka uppmanat mig att träda i äktenskap och förespeglat mig den ogiftas ålderdom, ensam och utan omgivning av närmare anhörigas omvårdnad, under en intresselös livets afton". Till sist beslutade han sig för att följa deras uppmaningar.
Vid Kevinge gård i Danderyd finns Berzelii ek, som är naturminnesförklarad men numera i ett mycket dåligt skick. Kevinge ägdes av Gabriel Poppius, vars 24-åriga dotter Betty blev den 56-årige Berzelius hustru. Enligt sägnen skedde förlovningen under den eken. Bröllopet firades den 19 december 1835, en dag som Berzelius sett fram emot med viss ängslan men som han efteråt betecknade som den roligaste han upplevt. Johan Olof Wallin, som förrättade vigseln sedan ärkebiskopen insjuknat, värmde och gladde alla med sin vältalighet. Strax före vigseln överlämnades ett handbrev från kung Karl XIV Johan, som därmed upphöjde Berzelius till friherre. Äktenskapet blev barnlöst.
Berzelius anställde 1808 Anna Sundström som hushållerska. Hon deltog även som assistent i hans experiment, och under sina år som hushållerska förvärvade hon betydande kunskaper i kemi. Hon har sedan blivit kallad "Sveriges första kvinnliga kemist". När Berzelius gifte sig lämnade Sundström hushållet.

### Hälsa och död
Flera gånger var Berzelius nära att sätta livet till under sina experiment. En gång, då han experimenterade med knallguld blev det plötsligt en explosion, och då han öppnade ögonen kunde han inte längre se. Lyckligtvis var hans rumskamrat, läkaren Magnus af Pontin, inne vid tillfället. "Jag har", skriver Berzelius i sina självbiografiska anteckningar, "hans raska, hastiga och ömma omvårdnad att tacka för att efter en månads vistande i mörkt rum min syn återställdes." Även på annat sätt led hans hälsa av hans "trägna arbete och försummad rörelse i fria luften, vartill jag", skriver han, "under en stor del av året aldrig hade tid". Alltifrån sitt 23:e år var han "besvärad av en periodisk huvudvärk, som i början kom efter längre mellantider, men som snart bestämde sig till tvenne gånger i månaden och inföll med den största regelbundenhet på det dygn, då nymåne eller fullmåne inträffade, och varade från klockan 8 f. m. till klockan 8 e. m.". Med åren återkom huvudvärken ännu oftare ända till år 1821, då en brunnskur i Karlsbad befriade honom från det onda.
Berzelius var under sina sista levnadsår sjuklig och rullstolsburen, och på slutet tynade även intellektet bort.
Jöns Jacob Berzelius dog 13 dygn innan han skulle ha fyllt 69 år. Hans maka överlevde honom i nära fyra decennier. Hon dog 1884.

### Eftermäle
Efter Berzelius död tog Vetenskapsakademien initiativ till en insamling för att hedra hans minne med en staty. Efter tio år hade de fått ihop en tillräcklig summa för att ge konstnären Carl Gustaf Qvarnström uppdraget att utforma statyn. Den blev placerad i den park i Stockholm som därefter blivit kallad Berzelii park. Även Linköping har i domkyrkoparken en mindre Berzeliusstaty, men också Berzeliigatan och Berzeliusskolan, vilka är uppkallade efter honom. I Paris finns Rue Berzélius, i Göteborg Berzeliigatan och i Solna Berzelius väg. Till 100-årsdagen av Berzelius födelse restes en minnessten vid Berzeliusgården, där han föddes, invid Väversunda kyrka i Östergötland.
Nedslagskratern Berzelius på månen och asteroiden 13109 Berzelius är uppkallade efter honom.

## Utmärkelser
- Kommendör av Vasaorden
- Riddare av Nordstjärneorden
- Mottagare av Copleymedaljen

## Filateli
Vid Kungliga Vetenskapsakademiens 200-årsjubileum gav Postverket den 2 juni 1939 ut en jubileumsserie om fyra frimärken. Berzelius hedrades med två märken i serien: 10 öre violett (upplaga 20 920 000) och 30 öre ultramarinblå (upplaga 6 380 000). De andra två märkena tillägnades Carl von Linné, en av Vetenskapsakademiens grundare.